# Marie Villinger
Marie Villinger (* 4. April 1860 in Geissingen b. Baden; † 27. Februar 1946 in Schwanden/Glarus) war eine der führenden Frauen in der Schweizer Arbeiterinnenbewegung im späten 19. Jahrhundert.

## Leben
Als junge Frau arbeitete Marie Villinger als Vorarbeiterin in einer Textilfabrik in Zürich. Sie fand die Arbeitsbedingungen für die dort arbeitenden Frauen so unerträglich, dass sie anfing, sie nach dem Vorbild männlicher Gewerkschaften zu organisieren. Bald trat sie dem Schweizerischen Arbeiterinnenverband (SAV) bei, wo sie kurz darauf neben Verena Conzett eine Führungsrolle übernahm. 1891 wurde sie erste Sekretärin des SAV und 1898 wurde sie als erste Frau in den nationalen Vorstand des Gewerkschaftsbundes gewählt.
1909 zog sie mit ihrem zweiten Mann, einem Witwer mit 14 Kindern, ins Glarnerland und zog sich aus ihren Ämtern zurück. Sie blieb jedoch der Arbeiterinnenbewegung bis zu ihrem Tod treu. 